# Odontoglossum epidendroides
Odontoglossum lindleyanum là một loài thực vật có hoa trong họ Lan. Loài này được Kunth mô tả khoa học đầu tiên năm 1816.

## Hình ảnh

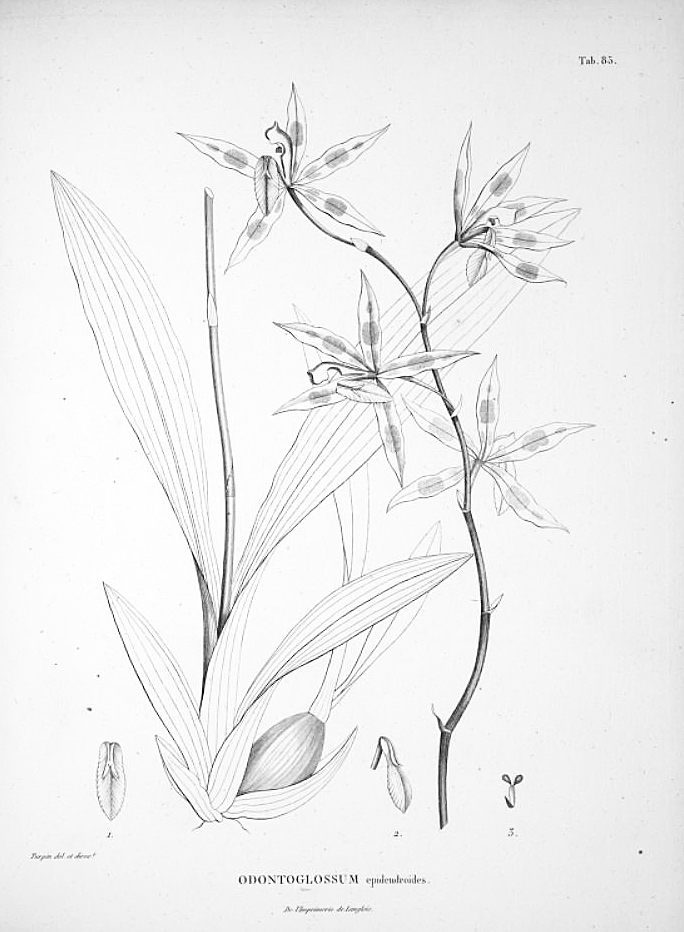
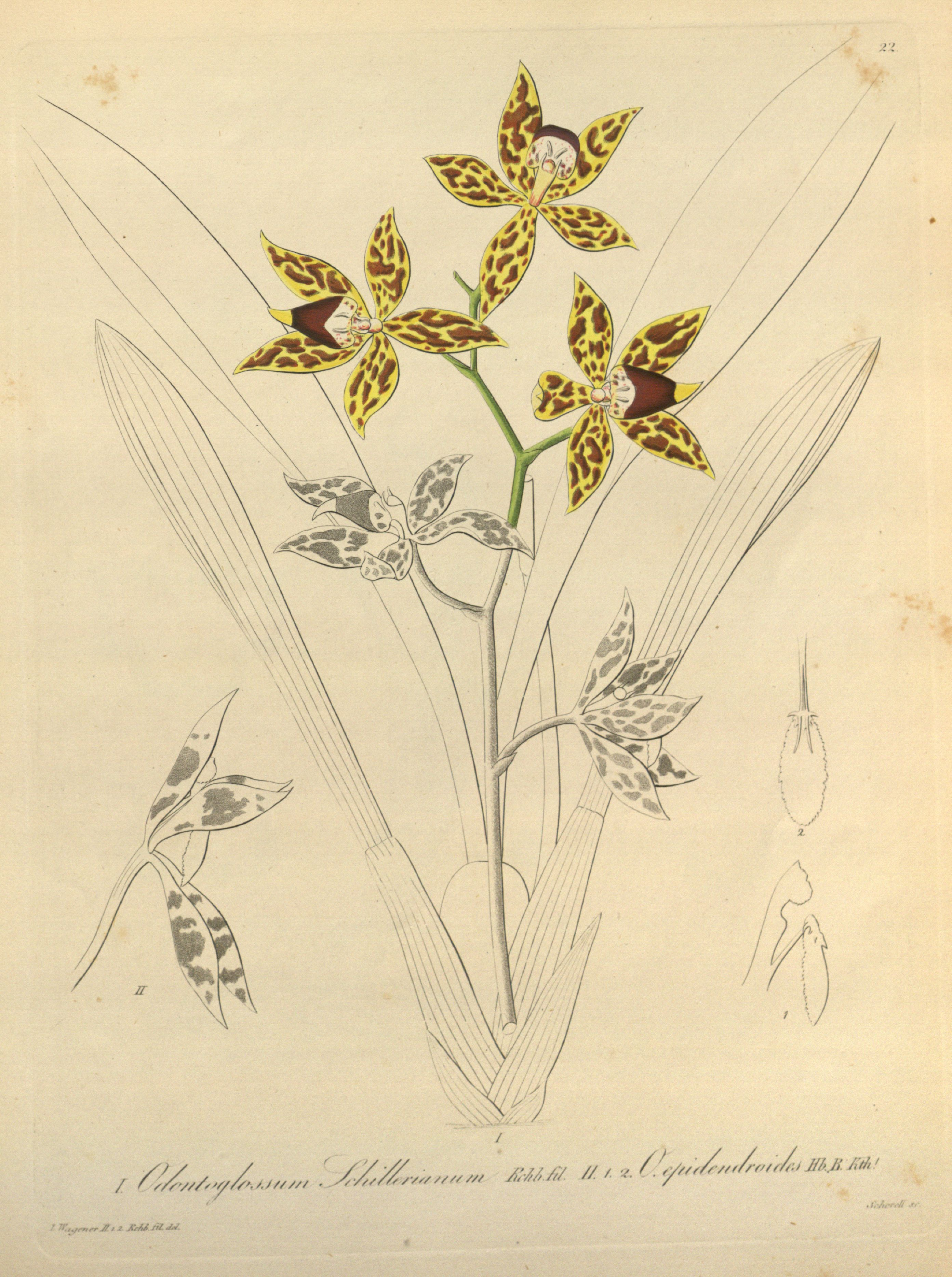

- Tập tin:Tập